# Cerro do Castelo de Vale de Gaios
O Cerro do Castelo de Vale de Gaios é um sítio arqueológico no Município de Odemira, na região do Alentejo, em Portugal, que corresponde a um povoado fortificado da Idade do Ferro, que foi depois ocupado durante a época islâmica.

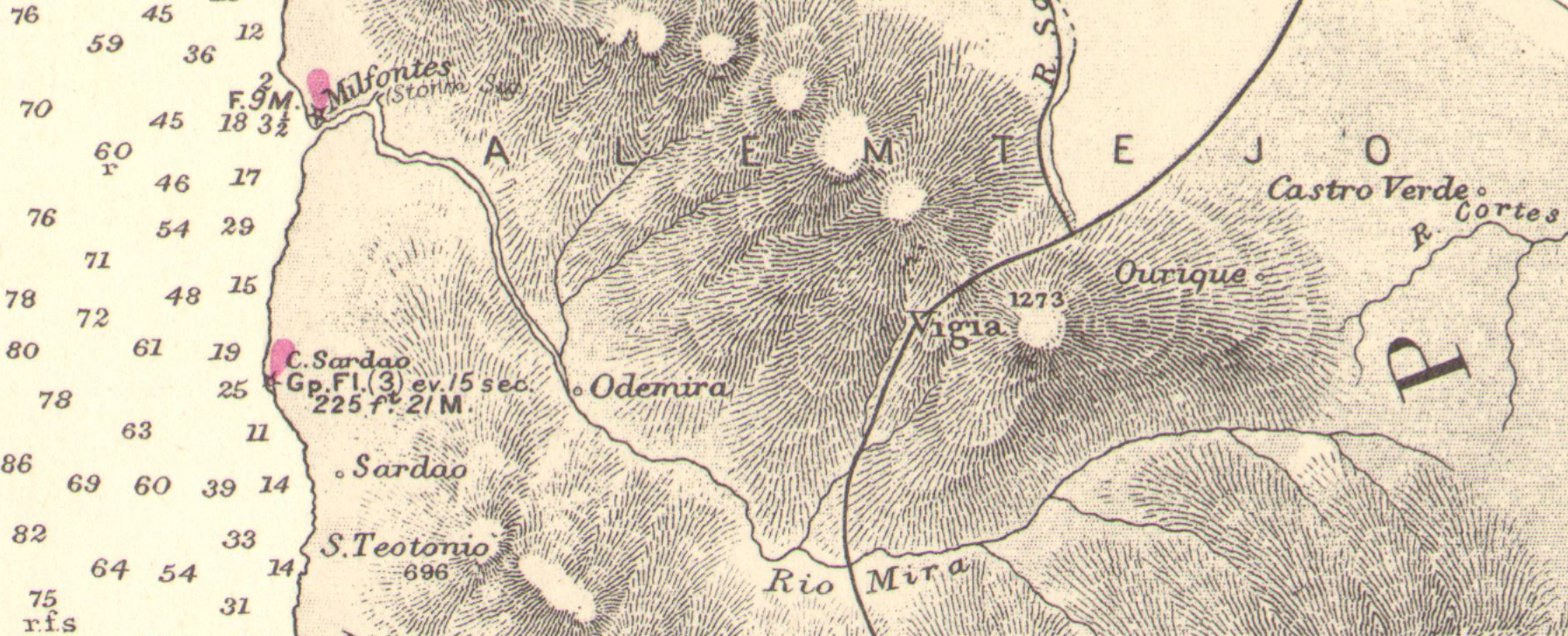
Percurso do Rio Mira, na Carta Náutica de 1873. O Castelo de Vale de Gaio situa-se a Norte da vila de Odemira, numa zona serrana.

## Descrição e história
O sítio arqueológico situa-se na freguesia de São Luís, a cerca de 10 Km a Norte da vila de Odemira, e nas imediações das povoações de Zambujeiras e Castelão. Ocupa o ponto mais elevado de um cerro com boas condições naturais de defesa, sendo parcialmente rodeado pela Ribeira do Torgal e apresentando desníveis constituídos por formações rochosas. Esta formação natural é um inselberg, parte dos batólitos em tons claros que marcam a geologia metavulcânica da área de São Luís, e que é especialmente abundante no vale formado pela Ribeira do Torgal.
Foram encontradas as ruínas de uma muralha, formada por um aparelho irregular com grandes blocos de granito, e unidos por argamassa de barro. A muralha tem um alçado máximo conservado de 3 a 4 m, e uma largura que varia entre os 1,6 e os 2,1 m, e encerrava um perímetro com cerca de 1 a 2 Ha. A zona da entrada estava situada na vertente a Sudoeste, era defendida por dois cubelos, de planta rectangular, e tinha uma entrada em  cotovelo, que já deverá pertencer ao período muçulmano. Esta porta era formada por um átrio aberto para o exterior, mas situado numa posição interior em relação às muralhas, sendo o acesso ao recinto do castelo feito através de uma porta estreita na parede lateral virada a Norte. Desta forma, a entrada do castelo era feita de forma perpendicular à muralha, melhorando a sua defesa, e reduzindo a sua vulnerabilidade em relação a aríetes e outras máquinas de guerra, uma vez que era difícil manobrar dentro do átrio. Este tipo de configuração era comum entre os castelos islâmicos de maior importância, tendo por exemplo sido utilizada no Castelo de Paderne, no Algarve. No interior do recinto destaca-se a presença de um poço, de planta quadrada.
Em termos de espólio, foram recolhidos fragmentos de cerâmica fabricada tanto a torno, no caso das peças em vidrado melado, como de forma manual, em pastas de tons claros e negros, e um percurtor em quartzo. Destaca-se igualmente a presença de escórias de fundição, incluindo no interior da estrutura das muralhas.
De acordo com o espólio e as estruturas presentes no local, este terá sido habitado inicialmente durante a Idade do Ferro, e depois durante época islâmica. Nesta última cronologia podem ser identificadas duas fases, uma inicial no século VIII ou IX, durante a período emiral, correspondente à construção da muralha, e depois no século X ou XI, durante os finais do Califado e o início dos reinos taifass, quando foi profundamente alterada a entrada do recinto, com a construção da porta em cotovelo. Não foram encontrados quaisquer vestígios de ocupação após o século XII, pelo que terá sido abandonado durante aquele período, já na fase final do domínio islâmico da região de Odemira, que terminou na década de 1230. A fortificação poderá ser a Medina (cidade) de Targala que foi referida pelo geográfo árabe Yāqūt al-Ḥamawī (1179–1229) na obra Dicionário dos Países, onde foi descrita como sendo parte do distrito de Ocsónoa (Ossónoba, moderna cidade de Faro) e a sede de um iqlîm, uma divisão administrativa. Segundo Jorge Vilhena, o autor islâmico terá acidentalmente exagerado a importância de Targala, que provavelmente seria apenas um povoado de médias dimensões, correspondendo ao seu estatuto como capital de um iqlîm, que foi um tipo de unidade territorial intermédia, criada pelo governo central durante as épocas emiral e califal. Quanto à relação com Ossónoba, pode ser explicada devido à localização do castelo islâmico de Targhala numa posição ainda de limite territorial entre o Alentejo e o Algarve, em conjunto com outras fortificações que defendiam aquela fronteira, como Murjîq (Marrachique, mais conhecido como Castelo de Cola) e al-Riqa (Ourique), e que segundo os escritores islâmicos estavam dependentes de importantes centros administrativos, como Faro ou Silves. A associação é reforçada pela semelhança entre Targala e o nome da Ribeira do Torgal, podendo a povoação ter o mesmo nome do rio, como sucedeu com a vila de Odemira, sobranceira ao Rio Mira. A fortificação poderá igualmente corresponder ao Castelo de São Luís referenciado pelo general João de Almeida na sua obra Roteiro dos Monumentos Militares Portugueses, publicada na década de 1940. Foi alvo de trabalhos arqueológicos em 1995, 1998, 2000 e 2001.